# 夜ノ森
夜ノ森（よのもり）とは、福島県浜通りの中部、富岡町と大熊町の境に位置する森林地帯である。

## 地理的特徴
西には夜ノ森駅と常磐富岡ICが立地し、東には国道6号が南北を貫いている。

### 境界地帯
夜ノ森は常磐炭田地帯の北限であり、自然地理面では夜ノ森以南が炭田・鉱泉地帯だった地域なのに対して、夜ノ森以北は炭田・鉱泉地帯ではなかった地域である。1896年4月1日に双葉郡が成立する前は、夜ノ森を境にして南が楢葉郡、北が標葉郡（しねはぐん、しめはぐん）であった。戦国時代には岩城氏領（南）と相馬氏領（北）の境であり、江戸時代には磐城平藩（南）と中村藩（北）の境であった。
一口に「浜通り」といっても、方言や交流圏や歴史的色彩は、夜ノ森を境にして異なっており、夜ノ森以北（旧相馬氏領）は亘理や仙台など宮城県南部とのつながりが深く、夜ノ森以南（旧岩城氏領）は日立市や水戸など茨城県北部とのつながりが深い。方言も、夜ノ森以北（相馬弁）は仙台弁に近く、夜ノ森以南（岩城弁）は水戸弁に近い。
1960年代の高度経済成長期には、夜ノ森の近くに東京電力の原子力発電所が2か所建設され、相馬側の大熊に福島第一原子力発電所が、岩城側の富岡に福島第二原子力発電所が立地している。夜ノ森は福島第一原子力発電所から南西6kmに位置する。2011年3月11日の福島第一原子力発電所事故により、帰還困難区域（事故発生当初は警戒区域）で立入禁止区域となっていたが、2022年1月26日をもって特定復興再生拠点区域に切り替わり、立ち入りができるようになった。
夜ノ森駅西側の農地35万平方メートルを活用した約3万キロワットの大規模太陽光発電所（メガソーラー）を町民主導で建設する総事業費約95億円の計画が進行しており、2018年に稼働する見通しである。

### 花の名所
- 夜ノ森駅のツツジ

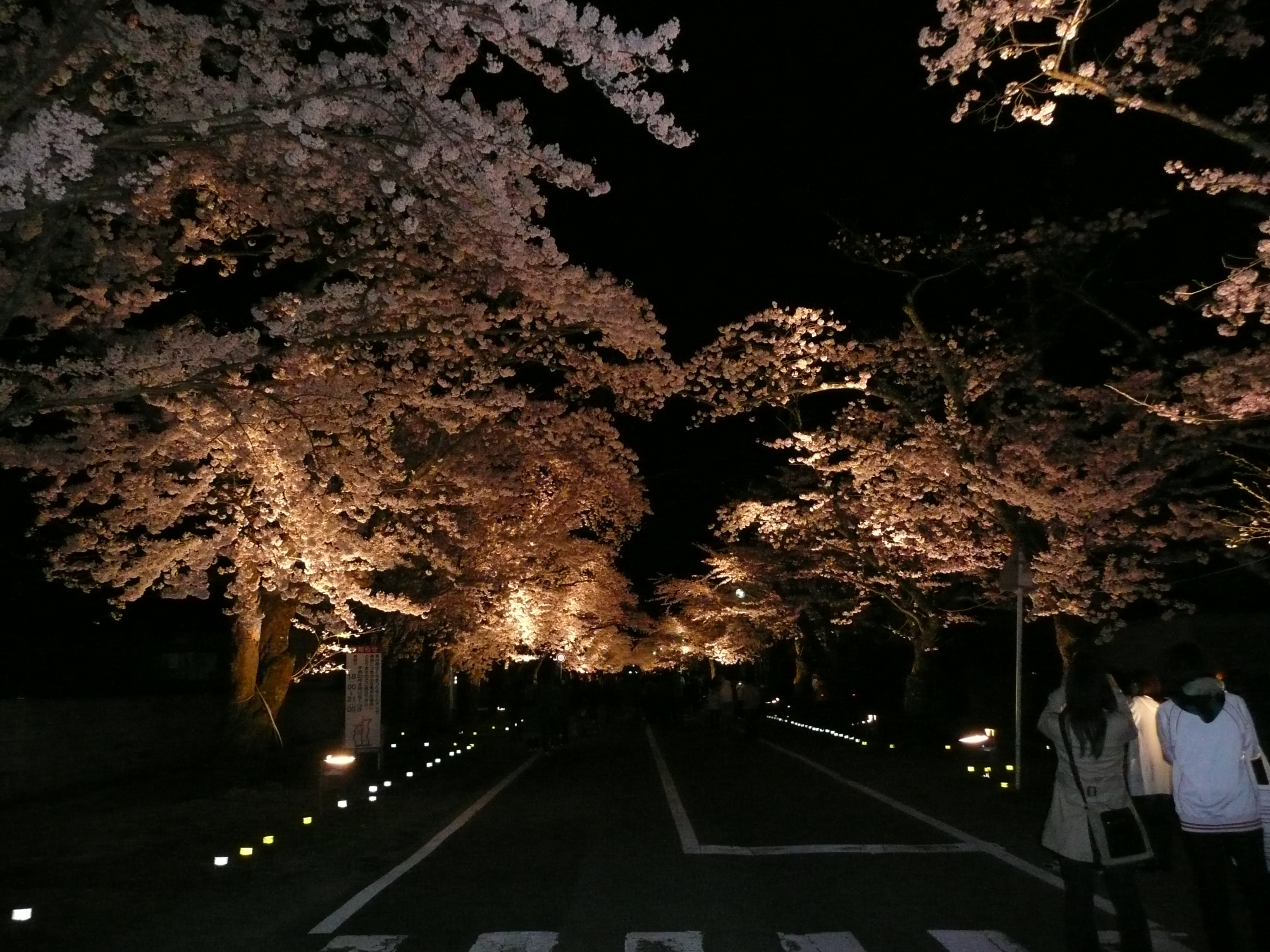
夜ノ森の夜桜並木（2008年4月12日）

- 夜ノ森公園の桜並木：常磐線夜ノ森駅から海側へ歩いて3分ほどで見ることが出来る。

夜ノ森の桜並木は、戊辰戦争後の1900年に、旧中村藩士の息子である半谷清寿が、農村開発の着手を期して桜の木を植えたことに始まる。樹齢100年を超えたソメイヨシノを含め、約1500本の桜がL字型に続く全長約2.5メートルの桜のトンネルであり、浜通りを代表する桜の名所として知られている。東日本大震災前には、毎年4月に「夜ノ森桜祭」が開催され、夜ノ森公園付近には出店が立ち並び、全国各地からのお花見客によって宴が開かれ、夜には桜がライトアップされていた。
夜ノ森駅には、富岡町長の半谷六郎が約300株のツツジを寄贈したのをきっかけに、16種約6000種のツツジやサツキが線路脇に植えられており、ツツジの名所として知られる。1981年には、花と緑の駅」コンクールで日本一に選ばれた。

## 周辺施設

### 金融機関
- あぶくま信用金庫夜ノ森支店
- 夜ノ森郵便局

### 周辺店舗
- ヨークベニマル
- 富岡自動車教習所
- 双葉警察署夜ノ森駐在所

## 交通

### 鉄道
- JR東日本常磐線
  - 夜ノ森駅

### バス
- 新常磐交通
  - 43系統 川口車庫前-富岡駅前が「夜ノ森入口」停留所を通る。

## 脚註
1. ↑  ＜全町避難＞町民主導でメガソーラー河北新報 2016年5月20日
2. ↑  金子憲治 (2016年5月23日). “市民ファンドで最大となる33MWのメガソーラー、富岡町で計画”.   日経テクノロジー. 2017年10月18日閲覧。
3. ↑  夜ノ森地区で桜が満開 福島県富岡町産経新聞 2016年4月8日
4. ↑  避難が続く福島・富岡町 桜満開も住民なし日テレニュース24 2016年4月6日
5. ↑  一番の被災は「加害者がいること」 全町避難の富岡町ルポTHE PAGE 2014年3月11日
6. ↑  夜ノ森駅のツツジ全国観るナビ 2016年9月16日閲覧